# Сукачёв, Даниил Киреевич
Даниил Киреевич (Кириллович) Сукачев (27 марта 1901 — 15 мая 1973) — один из организаторов партизанского движения в Белостокской области в годы Великой Отечественной войны.

## Биография
Родился в деревне Семукачи (ныне агрогородок в Могилевском районе Могилевской области). С октября 1918 г. в Красной Армии, участник Гражданской войны.
С 1924 года на советской и хозяйственной работе. Член ВКП(б) с 1926 года.
В 1935 году окончил Высшую коммунистическую сельскохозяйственную школу Белоруссии имени В. И. Ленина в Минске.
С ноября 1939 года занимал должность председателя Едвабненского районного исполнительного комитета Белостокской области.
С сентября 1941 года Д. К. Сукачёв в Красной Армии, с марта 1943 года — в тылу врага. С 27 июня 1943 года — член Белостокского подпольного областного комитета КП(б)Б, а с 27 ноября 1943 года по 25 января 1944 года — председатель комитета Белостокской областной антифашистской организации. В апреле 1944 года демобилизован.
С 1944 года Д. К. Сукачев на советской работе, в 1947—1957 годах — председатель Гродненского райисполкома.
Постановлением Госсовета ПНР от 17.01.1964 за номером 0/27 был удостоен Серебряного Креста Virtuti Militari.
Умер 15 мая 1973 года.